# Aloe polyphylla
Aloe polyphylla o aloe espiral, es una especie de planta suculenta de la familia Xanthorrhoeaceae. Es originaria de Lesoto.

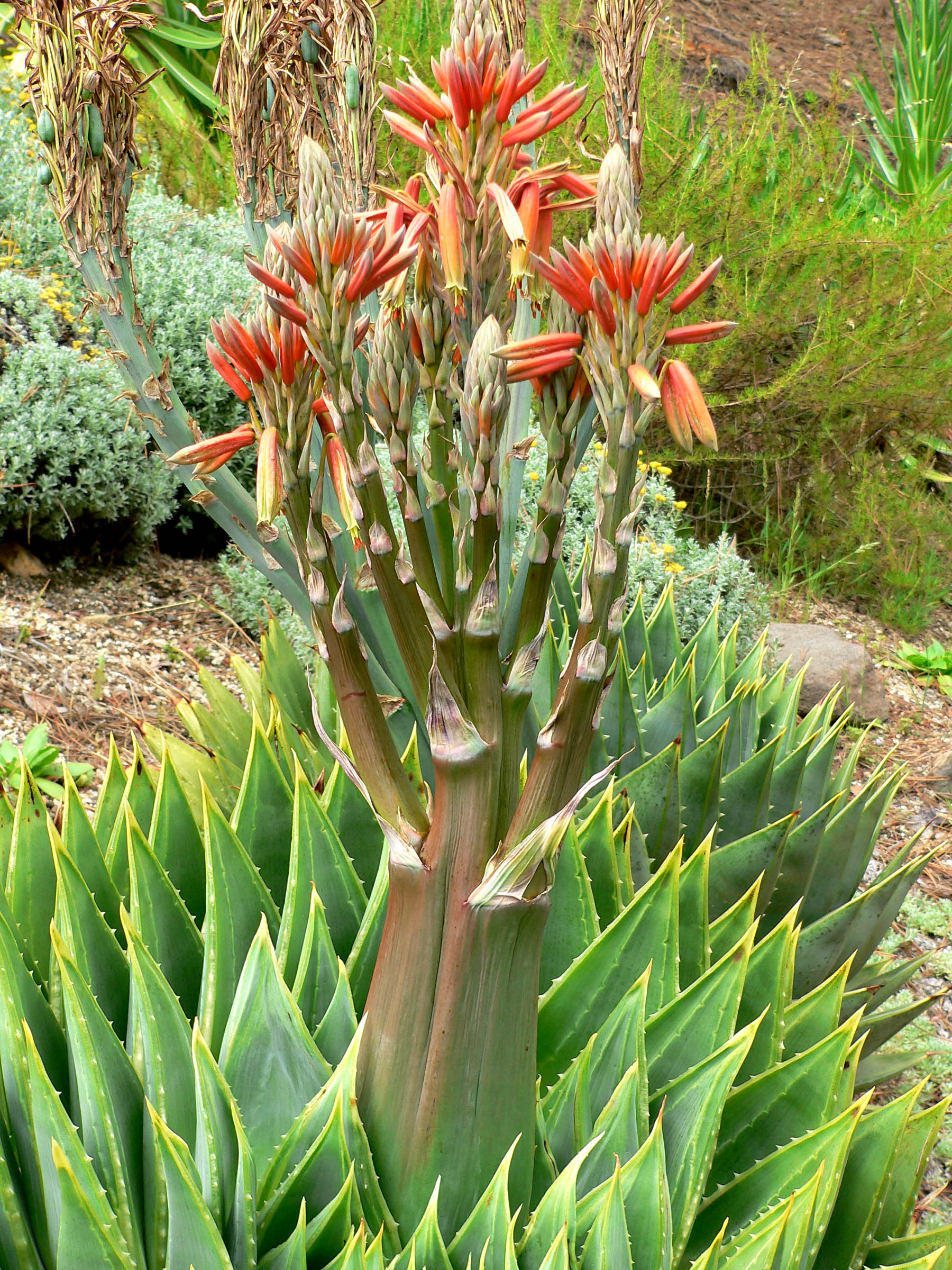
Aloe polyphylla.

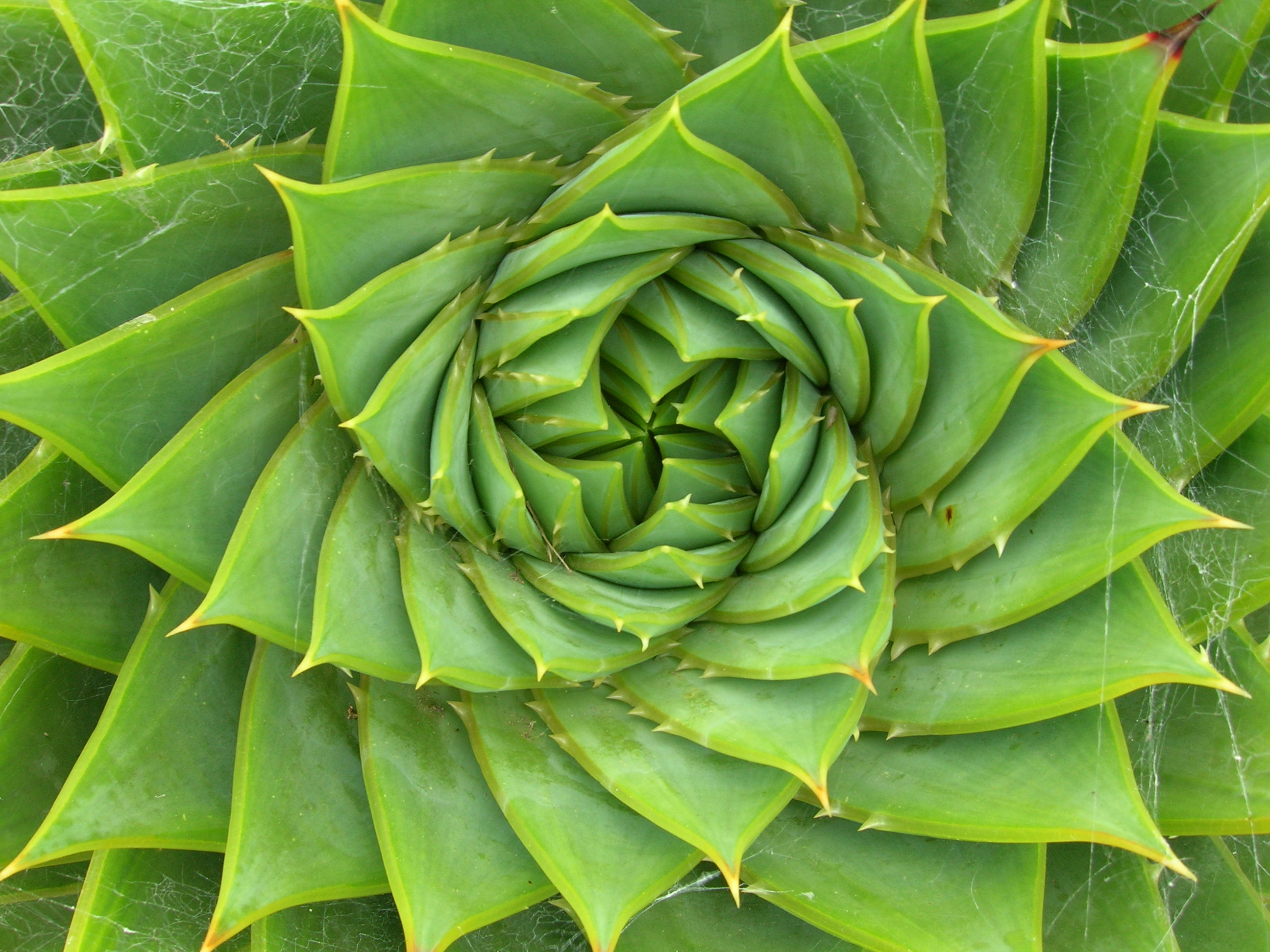
Detalle

## Descripción
Tiene hojas carnosas que se disponen en espiral en cinco niveles con 15-30 hojas cada uno. No tiene tallo y crece a 2000-2500 m s. n. m. de altura. Las hojas son de color gris-verdoso que se tornan púrpura-marrón con bastantes espinos. Las inflorescencias son cabezas florales con densas agrupaciones de flores de color salmón-rosado y en ocasiones amarillas. Son muy difíciles de cultivar y por sus formas llamativas se encuentran en peligro de extinción.

## Distribución y hábitat
Nativo de Lesoto, de las montañas Drakensberg. Las plantas se producen en una zona de alta precipitación pluvial, las nubes y nieblas puede causar la precipitación anual en más de 1000 mm. Este áloe es conocido por la disposición simétrica de sus hojas que crecen en espiral.

## Taxonomía
Aloe polyphylla fue descrita por Schonland ex Pillans y publicado en  South African Gardening 24: 267, en el año 1934.
Etimología
Ver: Aloe
polyphylla: epíteto latino que significa "con muchas hojas".
Sinonimia
- Aloe hereroensis var. orpeniae (Schönland) A.Berger
- Aloe orpeniae Schönland
- Aloe hereroensis var. lutea A.Berger[6][3]